# Kreutzersonaten
|  | For andre betydninger, se Kreutzer-sonaten |
Kreutzersonaten (russisk: Крейцерова соната) er en kort roman af Lev Tolstoj, som er opkaldt efter Beethovens komposition af samme navn. Romanen udkom i 1890 og blev straks censureret af de russiske myndigheder. Den vakte stor debat i samtiden på grund af Tolstojs kompromisløse kritik af seksualmoralen i og uden for ægteskabet.
Romanens hovedperson er en midaldrende mand, der fortæller om sit ægteskabelige helvede, der mundede ud i et jalousidrab på hustruen. Han er netop blevet frifundet for mordet, og i løbet af sin fortælling gør han sig tanker om seksuel frihed, cølibat, kærlighed og samliv i ægteskabet. Der argumenteres for seksuel afholdenhed, og romanen indeholder samtidig en lidenskabelig og bidende kritik af dobbeltmoral og hykleri.
I 2. udgave af romanen tilføjede Tolstoj et efterskrift, hvor han præciserer sin intention med romanen.

## Filmatiseringer
Romanen er blevet filmatiseret flere gange, herunder i 1987 filmatiseret i Sovjetunionen af instruktøren Mikhail Sjvejtser og udgivet under samme navn.